# Майтли
Майтли (валл. Maethlu, VI век) — валлийский отшельник из Англси. День памяти — 26 декабря.
Валлийские генеалогические списки, посвящённые святым, считали Святого Майтли сыном Карадога от Тегай Эйрврон. Таким образом, он приходился братом Святым Кадварху, Каурдаву и Тангуну, и относился к пятому поколению святых — потомков Коэля Старого. В поздних источниках имя святого приводится в написании Амайтли (Amaethlu), однако первая буква в данном варианте является валлийским союзом.
Говорится, что Майтли был святым в местечке Карнедор на острове Англси, к котором также находится и место его упокоения. Считается святым-покровителем Лланвайтли, приход которого также назван в его честь. Там он воздвиг храм, который носит его имя.
Древние календари святых не сохранили дня почитания Майтли, однако Броун Уиллис, антиквар и историк церкви XVIII века приводит дату — 26 декабря.